# Jean Deplace
Jean Deplace (12 juillet 1944 – 30 novembre 2015) est un violoncelliste français.

## Biographie
Jean Deplace a étudié avec Maurice Maréchal et remporté le premier prix de violoncelle en 1963 au Conservatoire de Paris. Il a remporté plusieurs prix dans des compétitions internationales, notamment le grand prix du Concours international de Genève, le grand prix de Budapest et le grand prix de Florence. Il a joué avec de grands orchestres tels que l'Orchestre philharmonique de Radio France, l'Orchestre de Monte-Carlo, l'Orchestre symphonique de la Radio bavaroise et à la Musica Maggio Fiorentino.
À partir de 1971, il joue en duo avec la pianiste Andrée Plaine en Europe, en Amérique du Nord et au Japon. Deplace était violoncelle solo (« super-soliste ») de l'Orchestre philharmonique de Strasbourg. De 1981 à 2003, il est professeur de violoncelle au Conservatoire national supérieur de musique et de danse de Lyon.